# Acer x shirasawanum 'Johin'
Acer x shirasawanum'Johin é uma espécie de árvore do gênero Acer, pertencente à família Aceraceae.